# 河北涞源反杀案
河北涞源反杀案是2018年7月在河北省保定市涞源县发生的正当防卫所导致的杀人案件。案发前，死者王磊长期跟踪、骚扰女青年王某，他于7月11日晚间，持械闯入王某家后，捅伤王某一家三口，终被其父母王新元、赵印芝反杀。虽然涞源县检察院认为赵印芝夫妇为正当防卫，但因县公安局有相反意见，赵印芝夫妇在案发后处于被羁押状态。案件在2019年1月引起舆论关注。虽然各方对是否存在防卫过当情节有所争议，但民众普遍对王某一家抱有同情。2月底，县公安局宣布不追究王某的刑事责任，取消取保候审的强制措施。3月3日，保定市人民检察院宣布，认定赵印芝夫妇为正当防卫，不予起诉。

## 背景

### 社会文化与“求爱式”骚扰
中国社会中，由司法缺失，当个人面对跟踪、骚扰、监视等具有威胁性行为时，几乎无从反击。社会文化又将异性间的跟踪、骚扰、纠缠美化成“求爱”，甚至是双方不相识的情况下。个人、机构直接参与、推动、支持各类“求爱式”骚扰的案例比比皆是。2018年3月，在安徽芜湖发生的个案中，被骚扰、纠缠的女性曾多次救助警方，仍无法避免被杀害。

### 正当防卫与防卫过当
一直以来，中国司法机构在对被侵害人因正当防卫导致侵害人死亡案件审判中，对防卫行为持保守、不支持地态度。法律中的正当防卫条款甚至被称为“僵尸条款”。有指近来的司法趋势开始转向有利于被侵害人的方向。于欢案和昆山反杀案即是典型。而这两个案件均在暴光后，受到舆论广泛地关注，被侵害人则获得了民众普遍的同情和支持。2018年12月19日，最高人民检察院发表四个指导性案件，均为正当防卫或防卫过当案件，强调准确把握正当防卫的适用问题。

## 案件经过

### 案发之前
案发前王磊是北京某餐厅工作的传菜员。王某是张家口某大学的学生。2018年2月，寒假开始后，王某与王磊在北京某餐厅相识。五·一假期中，王磊向王某表白求爱，被王某拒绝。据王某所述，王磊在次日对其有猥亵行为，为此报警，进行了笔录。此后王磊开始纠缠王某，王某哥哥曾报警，但王磊曾接受过持续特殊训练，身体素质极好，反侦察能力极强，派出所民警出警后并在村里没有找到王磊。

### 2018年7月11日案发
根据涞源县公安局《起诉意见书》所称，7月11日23时许，王磊持甩棍、水果刀翻墙进入王某家中，与她及其父母王新元、赵印芝发生肢体冲突。期间，王磊使用甩棍、水果刀伤人，致王某腹部、赵印芝手部、王新元胸腹部腿部及双臂受伤。王某用菜刀背击打王磊背部。王新元用木棍、铁锹击打王磊，并用菜刀劈砍王磊头颈部。王磊倒地不动后，赵印芝用菜刀劈砍王磊头颈部。最终，王磊因颈部受伤严重死亡。
王某在受伤后，回屋拨打110报警，后打乌龙沟派出所电话。报警记录时间为23时08分。警方抵达现场后，王新元因伤送至医院。后，保定市公安局物证鉴定所鉴定，王磊符合颅脑损伤合并失血性休克死亡。

### 进入审查、起诉阶段
7月12日，赵印芝、王某被刑事拘留，15日，王新元被刑事拘留。8月18日，王新元、赵印芝被批准逮捕，分别羁押于涞源县看守所和保定市看守所。王某取保候审。
10月17日，案件由涞源县公安局移交涞源县人民检察院审查起诉。县公安局《起诉意见书》称“犯罪嫌疑人王新元、赵印芝、王某的行为已触犯刑法，涉嫌故意杀人罪”。11月14日，县检察院将案件退回，要求县公安局补充侦查。12月13日，补充侦查完毕，提交补充材料。在县检察院向县公安局发出的《对犯罪嫌疑人、被告人变更强制措施建议书》中称，赵印芝主观上没有杀人的故意，客观上造成王磊的死亡是属于刑法规定的正当防卫性质。王某一家长期遭受不法侵害，一家无法正常生产生活，建议对赵印芝变更强制措施。不需要继续羁押赵印芝，因其行为具有正当防卫性质，变更强制措施不致发生社会危害性和人身危险性。
涞源县公安局未采纳县检察院建议，理由是王磊受伤倒地后，赵印芝在未确认他是否死亡的情况下，持菜刀连续数刀砍其颈部，主观上对自己伤害他人身体的行为持放任态度，具有伤害的故意，可能判处有期徒刑以上刑罚。其手段较为残忍，不计后果，这说明赵印芝长期受到受害人滋扰心中存满仇恨，家庭突遭变故是否会心生报复社会之心无法排除，因此无法保证其脱离羁押后不致发生社会危害。同时担心赵印芝被释放后，会与女儿王某串供，妨害侦查和诉讼，并表示其因遭遇重大变故精神高度紧张，情绪不稳定，不排除有自杀倾向。
2019年1月17日，赵印芝辩护律师赵鹏向检察院提交王家三人均应作出不起诉、立即释放的法律意见书等申请材料。

### 2019年1月，引发舆论关注
2019年1月间，案情曝光，引发舆论关注。1月21日，河北省保定市政法委对记者表示，正指导保定市警方、检方及涞源县警方、检方对涞源反杀案进行审查。同日，涞源县检察院称，保定市检察院已启动案件审查程序。

### 不予起訴
2019年3月3日上午，保定市人民检察院认定案中女生父母王新元、赵印芝的行为属于正当防卫，决定对二人不起诉。
死者王磊的父亲是黑龙江省哈尔滨市某屯屯长，王磊被杀后，王磊父亲辞去屯长职务，全家也离开原居住地前往外地。